# Thaddea Graham
Thaddea Graham (29 de marzo de 1997) es una actriz británica de origen chino. Es conocida por sus papeles en televisión como Hanmei Collins en la serie Curfew de Sky One, Iona en la serie Carta al rey, de Netflix,  Bea en The Irregulars, también en Netflix, y Kat en la tragicomedia Us de la BBC

## Biografía
Graham fue adoptada en un orfanato en Changsha, China. Fue una  de las primeras adopciones internacionales en Irlanda del Norte. Acudió a la  Escuela Primaria Atienda Killinchy y más tarde al instituto Bloomfield en Belfast. Estudió en la Escuela de Artes de Londres, graduándose con un Bachiller universitario en letras en 2018.

### Carrera
En 2020, fue seleccionada para participar como protagonista en la serie Carta al rey, de Netflix. Ese mismo año, tuvo un papel protagonista como Kat en la miniserie británica Us. Al año siguiente, 2021, interpretó el papel de Bea en la serie de Netflix The Irregulars, basada en el canon holmesiano de Arthur Conan Doyle, protagonizada por un pandilla de chicos huérfanos que trabajan para el Doctor Watson para proteger Londres contra elementos sobrenaturales.

## Filmografía
| Año  | Título                | Papel          | Notas                     | Ref.        |
| ---- | --------------------- | -------------- | ------------------------- | ----------- |
| 2014 | Painkiller            |                | Cortometraje              |             |
| 2015 | El Sparticle Misterio | Lucie          | 2 episodios               |             |
| 2015 | Dani´s Castle         | Atka           | Episodio: «Groundbog Día» |             |
| 2019 | Curfew                | Hanmei Collins | Protagonista              | [ 8 ]       |
| 2020 | Carta al Rey          | Iona           | Protagonista              | [ 5 ] [ 9 ] |
| 2020 | Us                    | Kat            | Protagonista; miniserie   | [ 6 ]       |
| 2020 | The Irregulars        | Bea            | Protagonista              | [ 10 ]      |
| TBA  | Doctor Who            |                |                           | [ 11 ]      |

## Teatro
| Año  | Título                          | Papel | Centro                   | Ref.   |
| ---- | ------------------------------- | ----- | ------------------------ | ------ |
| 2016 | London Stories made by migrants |       | Battersea Centro de arte | [ 12 ] |